# Connithorax barbatus
Connithorax barbatus är en spindelart som först beskrevs av Kirill Yeskov 1988.  Connithorax barbatus ingår i släktet Connithorax och familjen täckvävarspindlar. Inga underarter finns listade i Catalogue of Life.